# Oberlauringen

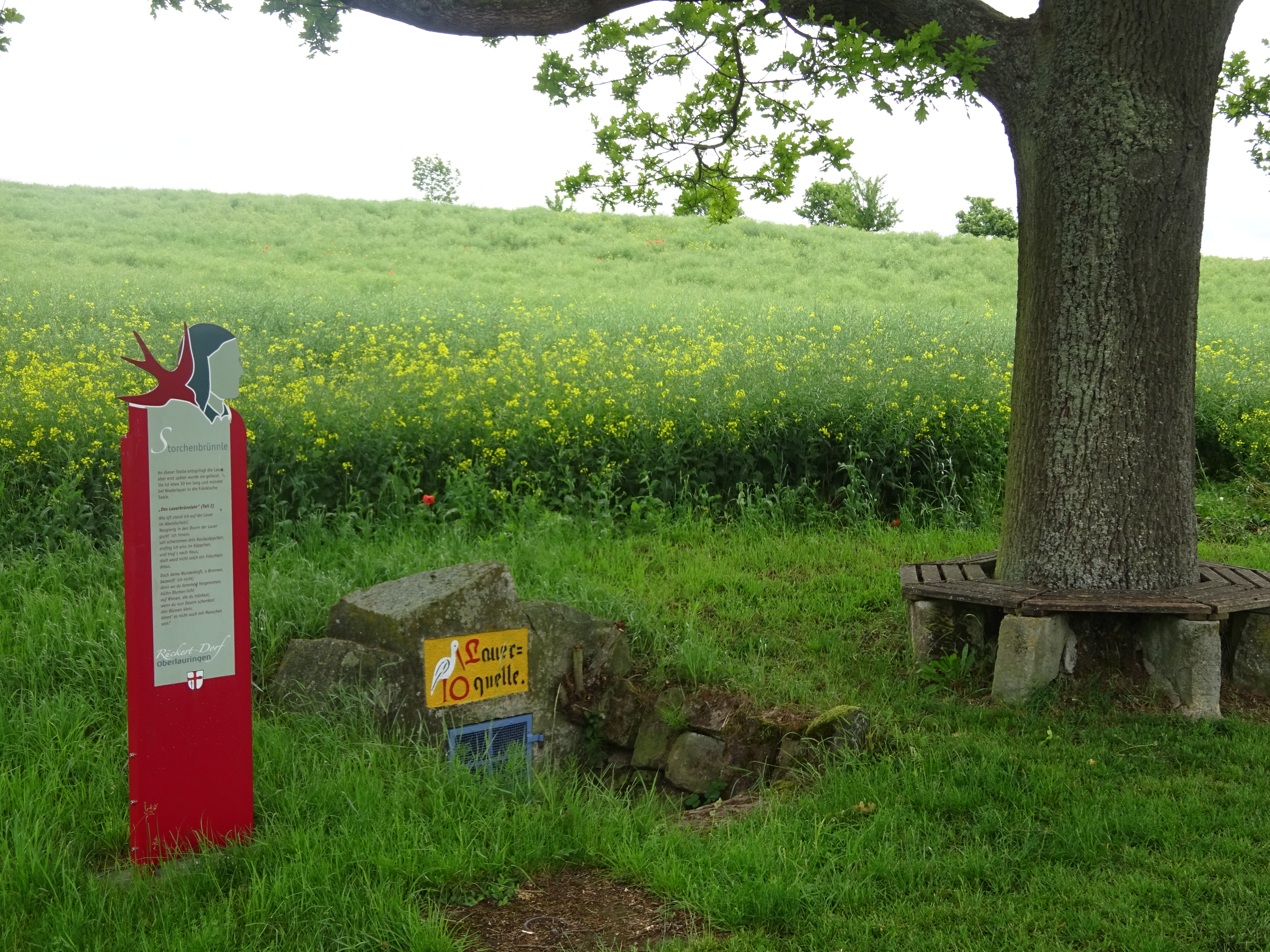
Die Lauerquelle, genannt das "Storchenbrünnle"

Oberlauringen ist ein Gemeindeteil des Marktes Stadtlauringen im unterfränkischen Landkreis Schweinfurt in Bayern. Das Pfarrdorf hat 680 Einwohner.

## Ortslage
Oberlauringen liegt am Fuße des 504 m ü. NHN hohen Laubhügels, Das Dorf liegt auf 325 m ü. NHN am Trauf der Haßberge.  Am nordwestlichen Ortsrand, unterhalb des Rabenberges, entspringt die 33 Kilometer lange Lauer am Storchenbrünnle. Es ist eine Station auf dem 2,4 Kilometer langen Friedrich-Rückert-Rundweg. Durch Oberlauringen verlaufen der Fränkische Marienweg und der 143 Kilometer lange Rückertwanderweg von Schweinfurt nach Coburg.

## Geschichte
Am 1. Mai 1978 wurde die bis dahin selbständige Gemeinde in den Markt Stadtlauringen eingegliedert.
Seit 2011 ist Oberlauringen ein Friedrich-Rückert-Themendorf, in Erinnerung an den Dichter und Orientalisten Friedrich Rückert.
Bis 1943 hatte Oberlauringen eine größere jüdische Gemeinde mit Synagoge, eigener Schule, Mikwe und Friedhof. Eine aus den Überresten der Synagoge von Oberlauringen geborgene und vor den Nationalsozialisten versteckte Thora-Rolle wurde bei der Einweihung der neuen Würzburger Synagoge 1970 dem Vorsteher der Würzburger Israelitischen Kultusgemeinde David Schuster durch den Bischof Josef Stangl überreicht. Der frühere Bundesjustizminister Gerhard Jahn und der Rabbiner und Theologieprofessor Leo Trepp hatten Wurzeln in Oberlauringen.
Der Ort lag im Herrschaftsbereich des Hochstifts Würzburg. Belehnt waren die Grafen von Henneberg und von Wildberg, die Hutten von Birkenfeld und die Truchsesse zu Wetzhausen. 1811 fiel das Dorf zurück an das Großherzogtum Würzburg und 1814 an Bayern.

## Sehenswürdigkeiten

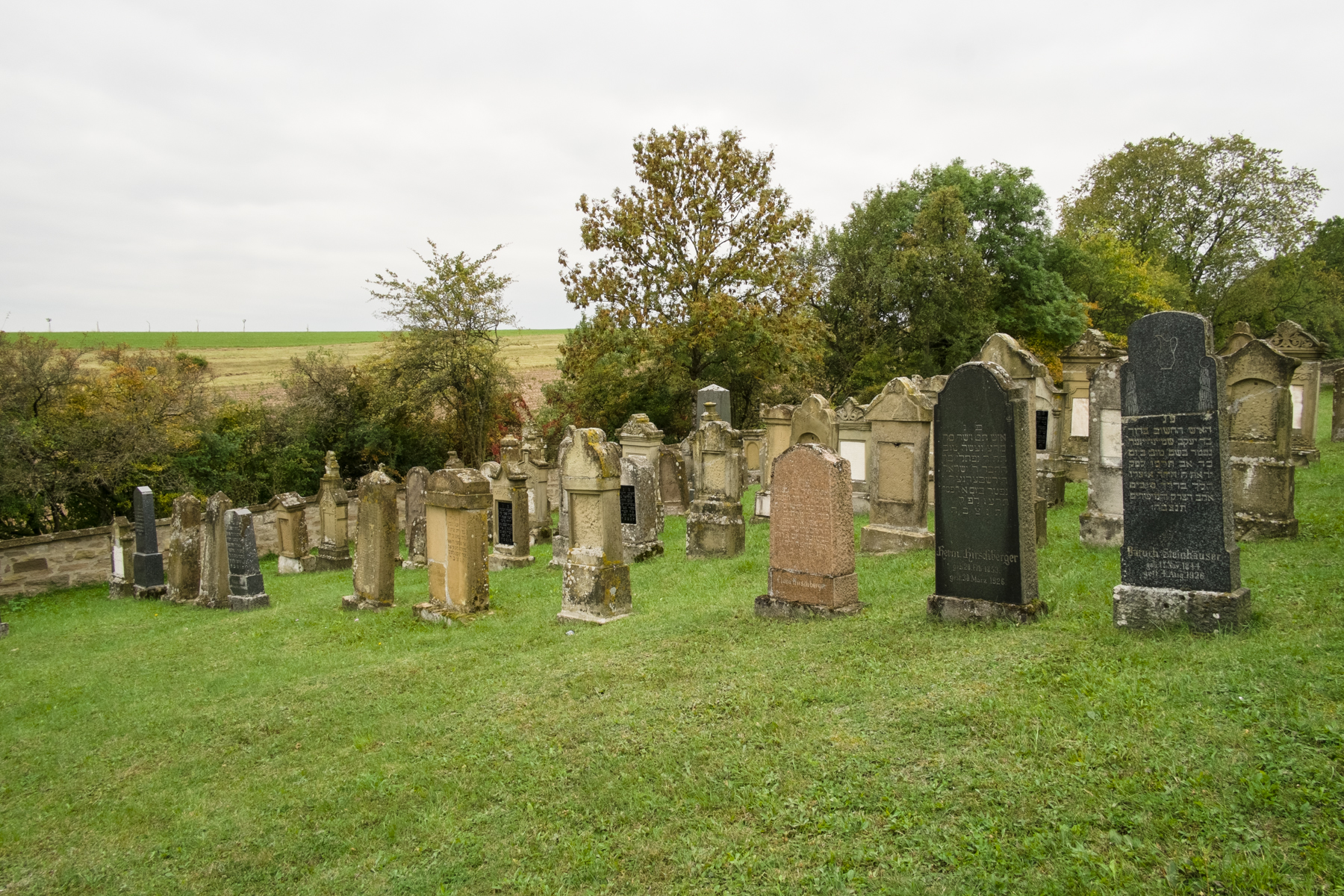
Jüdischer Friedhof

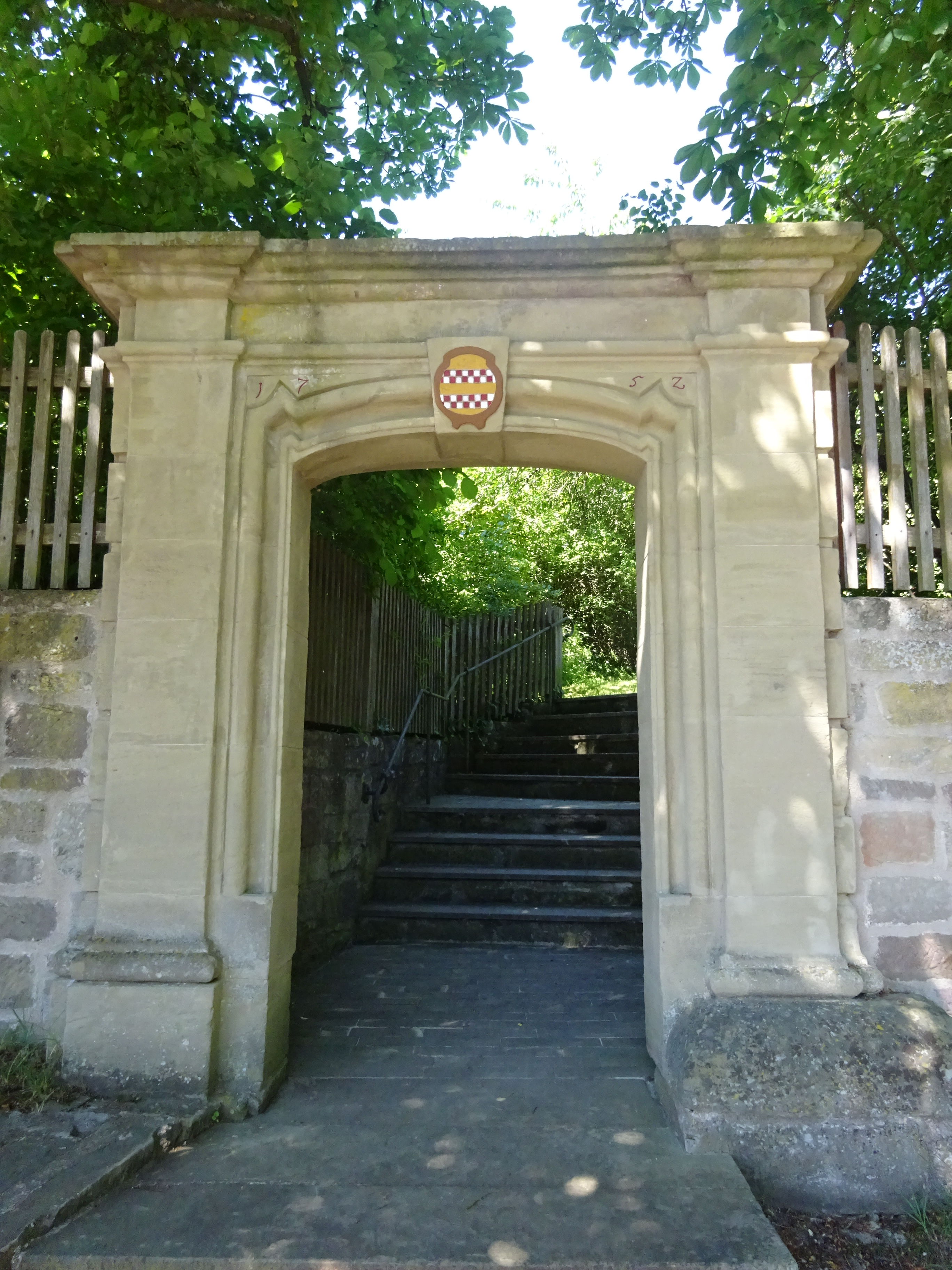
Rückertpforte

### Schloss Oberlauringen

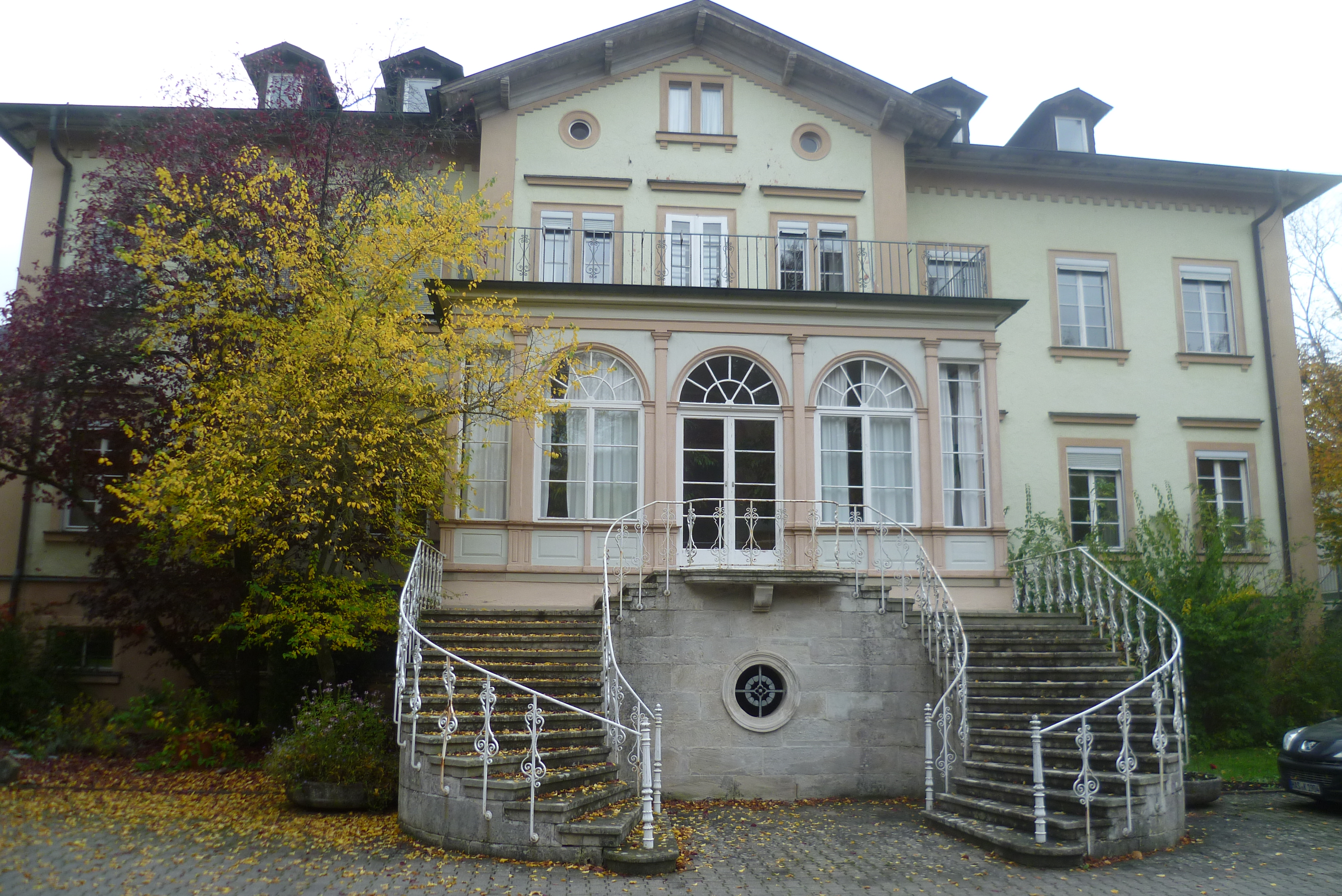
Nachfolgebau des Truchseß-Schlosses

Ein Schloss einer Seitenlinie der Reichsritterschaft derer von Truchseß zu Wetzhausen mit Schlossgarten und einem Portal aus dem 18. Jahrhundert steht am Ortseingang (von Mailes kommend). Nach dem Tode von Carl August Truchseß von Wetzhausen im Jahre 1811 kaufte Robert Karl Tunder (1832–1918), kaiserlich-russischer Rat in Helsingfors, das Schloss auf Abbruch und ließ 1858 ein neues Schloss im Stile einer Landvilla bauen.
Im Jahre 1876 kaufte Georg Freiherr von Grunelius das Schloss und ließ es um ein Stockwerk erweitern. Durch den Frankfurter Gartenarchitekten Heinrich Siesmayer wurde ein Landschaftsgarten, der Schlosspark angelegt.
Heute gehört das Schloss zum Diakonieverein „Haus Gottesgüte e. V. Jugend- und Behindertenhilfe Oberlauringen“. Im Diakonieverein ist das Mutterhaus Friedenshort in Freudenberg, Siegen (Siegerland) weiterhin im Vorstand vertreten, denn 1946 fanden im Schloss evangelische Diakonissen der Schwesternschaft aus Miechowitz (Kattowitz, Oberschlesien), deren Begründerin Eva von Tiele-Winckler war, mit ihren Waisenkindern als Flüchtlinge eine neue Heimat. Der Diakonieverein Haus Gottesgüte unterhält auf dem Gelände des Schlosses ein Internat und eine Schule der Jugend- und Behindertenhilfe.

### Die Rückert-Pforte
In der Nachbarschaft des alten Rathauses mit reich gegliedertem fränkischen Fachwerk befindet sich die Rückertpforte. Sie ist ein Teil des ehemaligen Amtshauses der Truchsesse. Sie erinnert an Friedrich Rückert, der seine Jugend ab 1793 in Oberlauringen verbrachte. Diese Jugendzeit schildert er in seinen Erinnerungen aus den Kinderjahren eines Dorfamtmannsohns, erschienen 1829.

### Die evangelische Kirche

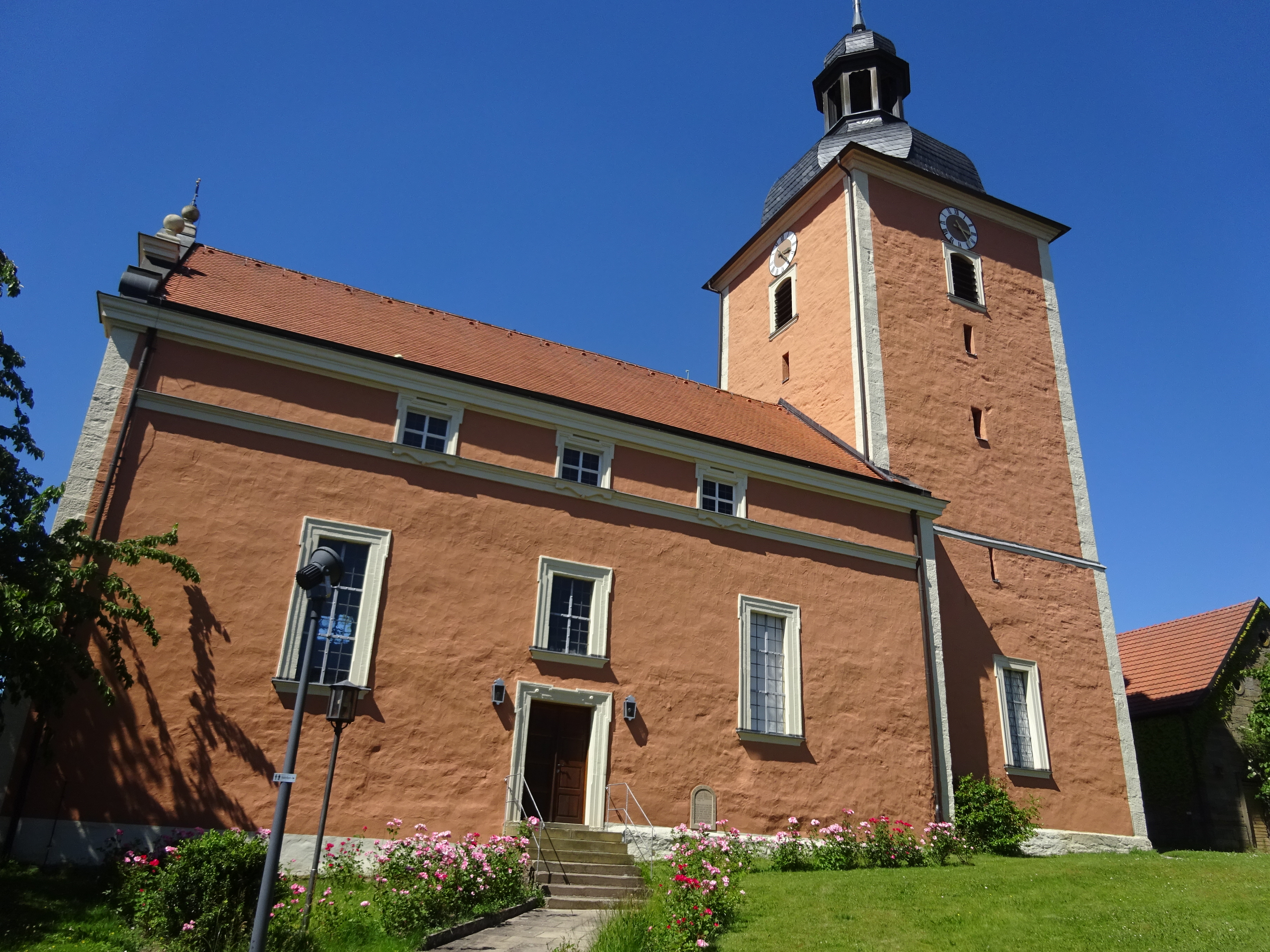
Heilig-Kreuz-Kirche

Auf einer Anhöhe in der Ortsmitte steht die evangelische Heilig-Kreuz-Kirche. Sie ist eine Wehrkirche mit schützender Mauerfestung und zweiemporigem Kirchenschiff. Ihr Ursprung reicht zurück in das 12. Jahrhundert.

### Der Jüdische Friedhof
500 Meter westlich des Ortes befindet sich der Jüdische Friedhof. Er wurde 1832 eingeweiht und hat ca. 200 Gräber. Die letzte Beerdigung fand 1938 statt.

### Das Friedrich-Rückert-Poetikum

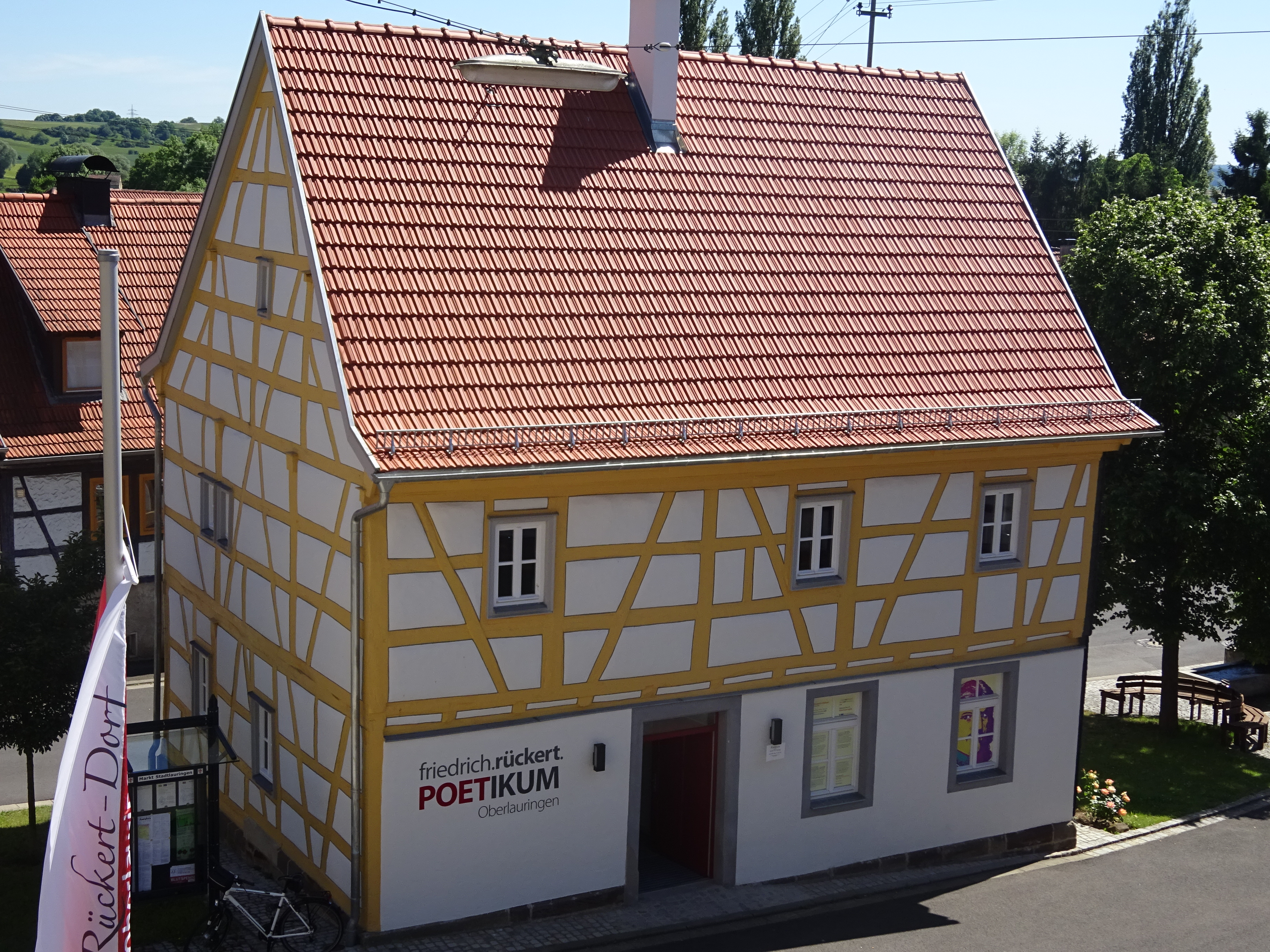
Friedrich-Rückert-Poetikum

Im Mai 2017 wurde das Friedrich-Rückert-Poetikum eröffnet. Es zeigt das Leben und Werk des Dichters und insbesondere die autobiografischen Erinnerungen des Dichters an seine Kinder- und Jugendzeit, die er von 1793 bis 1802 als Sohn des Dorfamtmanns Johann Adam Rückert in Oberlauringen verbrachte.

## Infrastruktur
Eines der Gewerbegebiete der Großgemeinde Stadtlauringen befindet sich in Oberlauringen. Dort gibt es auch einen Kindergarten, eine Grundschule und eine Förderschule für lern- und geistig behinderte Menschen.

## Persönlichkeiten

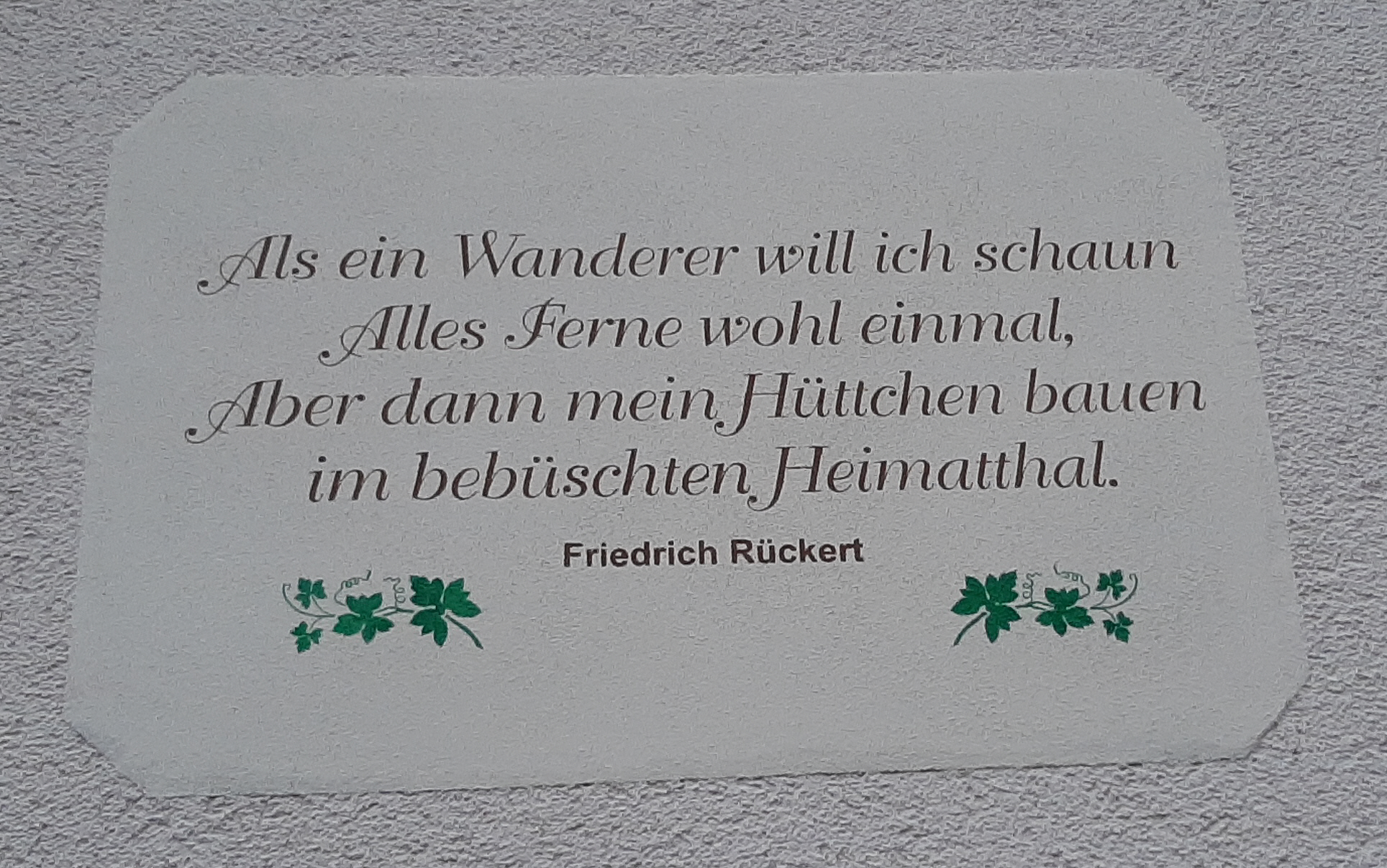
Rückert-Zitat an einer Hauswand in Oberlauringen

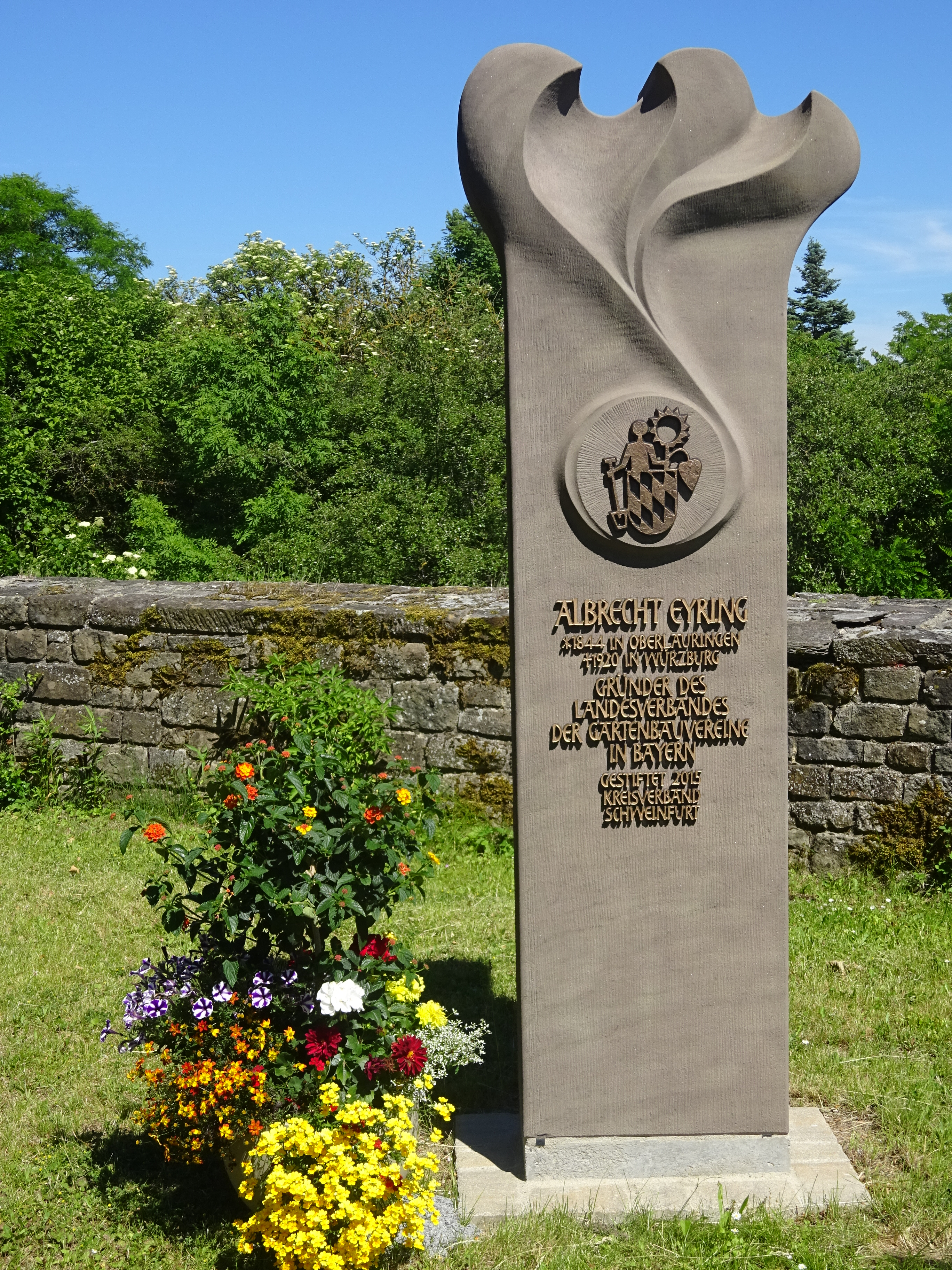
Gedenkstein für Albrecht Eyring in der Kirchenburg

- Friedrich Rückert (1788–1866), Dichter und Orientalist
- Jörg Geuder (1861–1935), Lehrer, Dichter, Schriftsteller und Sprachpfleger, lebte und arbeitete 22 Jahre in Oberlauringen.
- Albrecht Eyring (1844–1920), Obstbaupionier, Genossenschafter, Gründer des Bayerischen Landesverbandes für Obst- und Gartenbau, Ehrenbürger von Herrnberchtheim, Initiator des Heimatmuseums Uffenheim, Heimatforscher, Pfarrer und Kirchenrat, wurde in Oberlauringen geboren.
- Herbert Krahmer (1917–1975), Landrat des Landkreises Hofheim (Ufr.). Sein Ehrengrab befindet sich im Friedhof von Oberlauringen